# Thomas Hörl (Künstler)

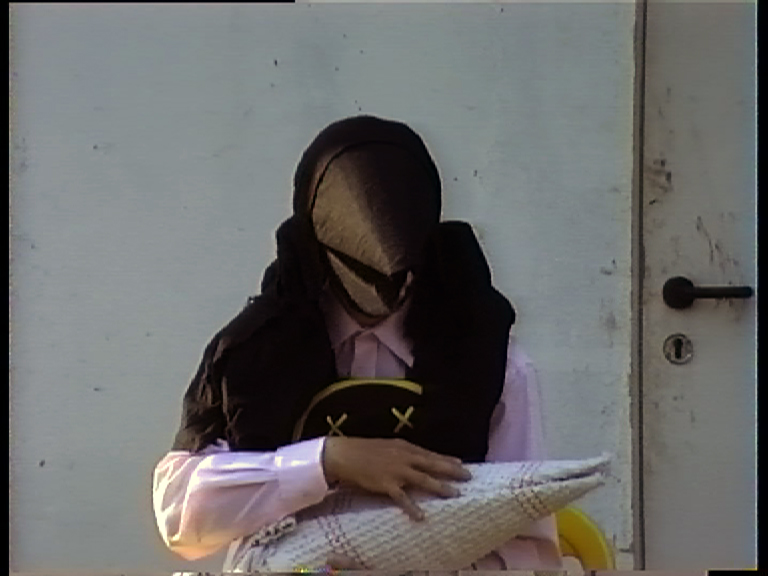
The Beak Lady aus der 2-Kanal-Videoinstallation „UNNESKO II“ 2013

Thomas Hörl (* 17. Oktober 1975 in Hallein) ist ein bildender Künstler. Seine Kindheit und Jugend verbrachte er in Golling an der Salzach und Salzburg. Hörls Lebensmittelpunkt befindet sich derzeit in Wien, wo er in den Bildhauergebäuden des Bundes (Praterateliers) ein Studio mietet.

## Ausbildung
- 1997–2001 Bildhauerschule Hallein
- 2003–2009 Kunststudium an der Akademie der Bildenden Künste, Wien, Iceland Academy of the Arts, Reykjavík, und Tokyo Zokei University, Tokio

### Lehre
- 2015–2018 Kunstuniversität Linz, Abteilung Experimentelle Gestaltung Andrea van der Straeten

## Künstlerisches Werk
Er arbeitet solo als auch in verschiedenen Kooperationen (Gin Müller, Sir Meisi, Michikazu Matsune, Jakob Lena Knebl, Sodom Vienna) und seit 2003 in der Künstlergruppe kozek hörlonski gemeinsam mit Peter Kozek. Seit 2020 erscheinen die beiden bei ihrer Zusammenarbeit allerdings unter ihren bürgerlichen Namen und verzichten auf einen Gruppennamen. Er ist Mitglied im Tennengauer Kunstkreis.
Hörls künstlerischer Schwerpunkt liegt in der Recherche von regionalen Bräuchen und Traditionen. Die folkloristischen Inhalte und Formen transferiert der Künstler in neue Kontexte. Mittels der Collagetechnik sowie des Reenactements entstehen umfangreiche Installationen. Seine künstlerische Arbeit umfasst Performance, Videoarbeiten, Installation, Objekt, Collage und inszenierte Fotografie und zuletzt tauchen auch vermehrt Filmprojekte in seinem vielfältigen Werk auf. Im Rahmen von Artist-in-Residence Programmen oder selbst organisierten Arbeitsaufenthalten war er in Berlin, Frankfurt am Main, Tokio, Paris, London, Vilnius, Tallinn, Tirana, Timișoara, Warschau und Reykjavík tätig.
2017–2019 arbeite Hörl gemeinsam mit Peter Kozek und Alexander Martinz an der Filmtrilogie Dämonische Leinwände die u. a. beim Steirischen Herbst 2018, im Reaktor Wien 2019 und der Diagonale – Festival des österreichischen Films Graz 2020 gezeigt wurde. Der neueste Film LICHTHÖHE von 2021 entstand zusammen mit Peter Kozek und Victor Jaschke für das Kunstprojekt SERPENTINE – a touch of heaven (and hell) kuratiert und organisiert von Michael Zinganel entlang der Großglockner Hochalpenstraße und wird dzt. in einem „Non-Stop Container Kino“ gezeigt und von sixpackfilm vertrieben. Seit 2021 widmet er sich intensiv einem Stummfilmprojekt (F.W.M. Symphonie) über das Verschwinden von F.W. Murnaus Kopf aus seiner Grabstätte und einer umfassenden Monografie über sein bisheriges Solokunstschaffen. Letztere erscheint mit dem Titel Curtain Walls & Rautenballett beim Verlag für moderne Kunst. Der Künstler war zuletzt für den Großen Kunstpreis des Landes Salzburg nominiert und zusammen mit Peter Kozek wurde ihm für ihr gemeinsames Werk von der Stadt Wien der Preis für Bildende Kunst 2021 verliehen.
Sein Faible für Archive und Sammlungen entsprechend entstanden, 2022 eine Arbeit zum Zwettler Tafelaufsatz in der Ausstellung The Fest im Wiener Museum für angewandte Kunst sowie 2023 die Sammlungsausstellung Golling: Eine Collage im Museum Burg Golling. 2024 erhält der Künstler eine Auftragsarbeit für den Steirischen Herbst – Ausgabe 2024. In der Hauptausstellung HORROR PATRIAE gestaltete er das Vestibül der Neuen Galerie Graz mit einer Ahnengalerie zu sieben Schönperchtenfiguren aus dem Alpenraum.

## Ausstellungen (Auswahl)
- 2024/25: HORROR PATRIAE, Steirscher Herbst, Neue Galerie, Graz
- 2023: Der Tanz um die Sorge[13], SOHO Studios, Wien
- 2023: Golling: Eine Collage[14], Museum Burg Golling
- 2023: THE REAL WEIRD MAGIC PICTURE SHOW Supernatural & Superhuman & Supercute[15], das weiße haus, Wien
- 2022/23: The Fest,[16] MAK – Museum für angewandte Kunst, Wien
- 2022: New Adventures in Vexillogy,[17] Kunstverein Amrum (D)
- 2022: La La Siloland[18], Museum Schloss Orth an der Donau & F-Centrum Devínska Nová Ves (SK)
- 2022: Curtain Walls & Rautensymphonie[19], Kunstraum Pro Arte, Hallein
- 2022: Großer Kunstpreis des Landes 2022, Kunst im Traklhaus, Salzburg
- 2021: The (seven year itch) Beak-Lady, 1Blick. Kunst im Vorhaus, Hallein
- 2020: Ende, Digital City Lights, progress/Stadt Salzburg Kultur, Salzburg
- 2020: in with the new, VBKÖ, Wien
- 2020: Curtain Walls, Kulturdrogerie, Wien
- 2018: trust*us,[20] Fünfzigzwanzig, Salzburg
- 2018: Daihatsu Rooftop Gallery, hosted by Peter Fritzenwallner, diverse Orte in Österreich
- 2018: „Matthias“ tanzt. Salzburger Tresterer on stage, Salzburg Museum / Volkskunde Museum Monatsschlössl Hellbrunn bei Salzburg
- 2017: blinded by chances, k48, Wien
- 2017: Asphaltausstellung, Kulturherbst Neubau, Wien
- 2017: elastic collisions, Kunsthalle Exnergasse, Wien
- 2017: Heimatkunde,[21] Schloss Goldegg (Salzburg)
- 2016/17: „Matthias“ tanzt. Salzburger Tresterer on stage, Volkskundemuseum Wien, Österreichisches Volksliedwerk, Wien
- 2016: 7. Jahresausstellung Künstler*innentausch – AIR 2016[22] der Stadt Salzburg, Salzburg
- 2016: To inflame myself, I recall Byron’s Dress, Zeta Galerie, Tirana (AL)
- 2016: Das Buffet, das Buffet, Kunsthalle Linz
- 2016: Rauten New Year!, 1Blick. Kunst im Vorhaus, Hallein
- 2015/16: there are more things, Kunstverein Baden
- 2014/15: Matthias, Salzburger Kunstverein
- 2014/15: Alles Maskerade! Fasnacht, Karneval und Mummenschanz, Kunsthalle und Museum Villa Rot, Burgrieden – Rot
- 2014: Georg Trakl – 1914, 2014, Galerie im Traklhaus, Salzburg
- 2014: Ein Volck’s Lied für alle, mit Jakob Lena Knebl, Schloss Esterházy, Eisenstadt
- 2014: Halt mich fest, Frier mich ein, Zeig mich her, Sammlung Lenikus, Wien
- 2014: Faceless, mit Jakob Lena Knebl, Mediamatic Fabriek, Amsterdam
- 2013: Für die Fülle, Salzburger Kunstverein
- 2013: Faceless, mit Jakob Lena Knebl, freiraum quartier21 INTERNATIONAL, Wien
- 2013: EGO fütter mein, Liquid Loft, Wien
- 2013: Regionalismus, Salzburger Kunstverein
- 2013: Mus. rer. nat. Box5320 Reykjavik 119101, Útúrdúr Bókabúð, Reykjavík
- 2012: Unnesko, Gallerí Dvergur, Reykjavík
- 2010: Zeitmesser: 100 Jahre „Brenner“, Ferdinandeum, Innsbruck
- 2010: Clear Skies Above, Artist-in-Residence show, SÍM, Reykjavík
- 2009/10: Right Here, Right Now, Fotohof Salzburg
- 2009: Baba Yaga’s Garden, Kunstsalon im Fluc, Wien
- 2009: schemenweiß, Stadtturmgalerie, Innsbruck

## Festivals, Performanceabende etc.
- Another Hole in the Head Film Festival 2022[23], San Francisco 2022;
- K3 Filmfestival, Villach 2021 und 2022;
- together the parts[24], Tanzquartier Wien, 2022;
- Brauchen[25], Wien Modern, Reaktor Wien, 2022;
- Rote Alpen, Karl-Wrba-Hof, Wien 2020;[26]
- Belvedere21, public program Abschlussfest 2020;
- Diagonale – Festival des österreichischen Films, Graz 2020;
- Steirischer Herbst, Festival, Graz 2018;[27]
- Funkenflug 10, Künstlerhaus 1050, Wien 2018;
- white noise – Kulturrauschen, Kuchl 2017;[28]
- ORTung Stuhlfelden, 2016[29];
- Straight To Hell, First Queer Performance Festival Vienna, Kosmos Theater, Wien 2015;
- 1. Garagen Film Festival Berlin Brandenburg, Töpchin 2014;
- OPEN Performance-festival, mumok Hofstallungen, Wien 2014;
- Dark Start, WUK performing arts, Wien 2013, Perform Now!, Performancefestival Winterthur 2013;
- PANik7 – Performance and Video, mediaOpera Rinderhalle, PAN Vienna, Wien 2012[30];
- PANik5 – Performance als Augenblick, Kunstraum Niederoesterreich, Wien 2012;
- Staying Alive, periscope, Salzburg 2012;
- PANik4 – Performance als Solo, Studio Port, PAN Vienna, PAN Vienna, Wien 2012;
- X-Wohnungen, 16. Internationale Schillertage Nationaltheater Mannheim 2011;
- ORTung 2009,[31] Deutschvilla Strobl 2009;[32]
- Die Murpiraten, Vito Acconci Murinsel, Graz 2007;
- Fresh Trips, Kunstraum Innsbruck 2007;
- Wild Gift,[33] Limehouse Town Hall, London 2006;

## Diskografie
- 7″ Vinylsingle: Thomas Hörl. Matthias, Phonogrammarchiv Remixe von Cherry Sunkist und das_em, Dokumentation der Ausstellung Matthias, Text, Poster; Thomas Hörl, Hrsg. (Wien / Salzburg 2015)
- 10″ Vinyl: pastforward – 100 Jahre Kunstverein Baden,[34] Jubiläumsedition, Text, Gatefoldcover, kozek hörlonski, Thomas Hörl, Peter Kozek, Kunstverein Baden, Hrsg. (Wien / Baden 2016)